# 목뿔뼈

목뿔뼈(영어: hyoid bone) 또는 설골(舌骨)은 말굽 모양의 뼈로, 턱과 갑상 연골(갑상선 연골, thyroid cartilage) 사이의 목의 앞부분 중간쯤에 위치해 있다. 쉴 때는 목뿔뼈가 아래턱뼈와 3번 목뼈 사이에 위치해 있다.

## 같이 보기
- 후두융기